# Sinplus
Sinplus são uma banda suíça que irá representar a Suíça no Festival Eurovisão da Canção 2012.

## Discografía
- Disinformation (2012)